# 文水県
文水県（ぶんすい-けん）は中華人民共和国山西省呂梁市に位置する県。

## 歴史
南北朝時代、北魏により設置された受陽県を前身とする。590年（開皇10年）、隋朝により文水県と改称された。唐代になると690年（天授元年）に武興県とされたが、705年（神龍元年）に再び文水県とされた。
1958年に汾陽県に編入されたが、1960年に再設置され現在に至る。

## 行政区画
- 鎮:鳳城鎮、開柵鎮、南荘鎮、南安鎮、劉胡蘭鎮、下曲鎮、孝義鎮
- 郷:南武郷、西城郷、北張郷、馬西郷、西槽頭郷